# Kadeau København
 Ikke at forveksle med Kadeau Bornholm.
Kadeau København er en dansk restaurant, beliggende i Wildersgade på Christianshavn i København. Den har siden marts 2013 været tildelt én stjerne i Michelinguiden. I 2018 fik Kadeau stjerne nummer to. Kadeau København blev åbnet i november 2011.
I slutningen af marts 2020 blev Kadeau-koncernen erklæret konkurs, som følge af den verdensomspændende coronapandemi, som i Danmark havde betydet, at restauranter skulle lukke i en periode, for at begrænse smitten.

## Historie
Efter at have drevet gourmetrestauranten Kadeau Bornholm siden 2007 gik de to ejere, sommelier Rasmus Kofoed og køkkenchef Nicolai Nørregaard, sammen med Magnus Høegh Kofoed og Theis Brydegaard om at åbne en filial af Kadeau i København. De to sidstnævnte havde arbejdet på Kadeau som henholdsvis restaurantchef og assisterende køkkenchef efter at ejerne siden åbningen på Bornholm havde fået børn og flyttede til København. Restauranten på Bornholm ville fra sommeren 2012 kun have åben i højsæsonen, hvor den københavnske restaurant er lukket ned.
Kadeau København fik lokaler i Sorte Hest på Vesterbrogade i København og åbnede 11. november 2011. Allerede året efter var lokalerne blevet for små, og restauranten blev i oktober 2012 flyttet til Wildersgade på Christianshavn. Samme år var Kadeau blevet kåret til "Årets spisested 2012" af Politiken.
I marts 2013 fik holdet bag Kadeau deres første stjerne i Michelinguiden. Den har de formået at beholde ved de efterfølgende årlige uddelinger, hvor februar 2017 var seneste gang. I 2016 fik også Kadeau Bornholm den første stjerne i den berømte guide.
For tredje gang i restaurantens historie flyttede den i oktober 2015 til nye lokaler. Denne gang dog ikke så langt, da adressen kun skiftede fra Wildersgade 10A til 10B. De nye lokaler havde otte borde med plads til 18-28 gæster, hvor den forrige kunne rumme 50 spisende gæster. Ejerne beholdt dog lokalerne i 10A, og åbnede en bistro med navnet 'Eldorado', der fik Theis Brydegaard som køkkenchef.
19. februar 2018 fik Kadeau København for første gang to stjerner i Michelinguiden.